# Кукин, Георгий Петрович
Георгий Петрович Кукин (16 июня 1948, Ревда, Свердловская область — 11 апреля 2004, Омск) — советский и российский математик, специалист в области алгебры. Профессор и заведующий кафедрой алгебры Омского государственного университета. Получил ряд известных научных результатов по алгебрам Ли. Внёс значительный вклад в популяризацию школьной математики, организатор и бессменный председатель жюри городских математических олимпиад в Омске. С 2004 года Омская городская математическая олимпиада для школьников носит имя Г. П. Кукина.

## Биография
Родился 16 июня 1948 года в городе Ревда Свердловской области в семье геологов. В 1949 году семья переехала в Новосибирск.
В 1963—1965 г. учился в физико-математической школе при Новосибирском государственном университете, а затем поступил на механико-математический факультет Новосибирского университета.
В 1970 году окончил Новосибирский университет по специальности «математическая логика, алгебра и теория чисел», а в 1973 году аспирантуру там же. Его научным руководителем был известный алгебраист Леонид Аркадьевич Бокуть. В апреле 1973 года защитил в Новосибирском университете кандидатскую диссертацию «Об алгебрах Ли, близких к свободным». После защиты диссертации он был оставлен на кафедре в качестве преподавателя.
В июне 1974 года переехал в Омск в составе группы учёных из Новосибирского Академгородка, где стал заведующим кафедры алгебры только что основанного университета. Этой кафедрой он руководил всю оставшуюся жизнь за исключением короткого перерыва в 1979-83 гг. В 1976-77 гг. был деканом факультета естественных наук (вплоть до разделения его на математический и химический факультеты). В 1981-86 гг. был деканом математического факультета ОмГУ.
В 1981 году защитил в Институте математики СО РАН докторскую диссертацию «Теоремы вложения и алгоритмические проблемы в многообразиях алгебр Ли и групп», в 1984 году он получил звание профессора.
В Омске читал лекции по алгебре, аналитической геометрии, истории и методологии математики, а также специальные курсы. По материалам его спецкурса «Компьютерная алгебра» была издана монография «Algorithmic and Combinatorial Algebra». Г. П. Кукин организовал и много лет вёл Алгебраический семинар, на момент его смерти состоялось более 600 заседаний семинара.
В 1991—2004 гг. Г. П. Кукин был заместителем председателя диссертационного совета по математической логике, алгебре и теории чисел при ОмГУ. Под его руководством (или соруководством) было защищено 10 кандидатских диссертаций по алгебре и методике преподавания математики.
Скончался 11 апреля 2004 года в Омске. Похоронен на Старо-Восточном кладбище.

## Научные исследования
Основные темы научных исследований Г. П. Кукина связаны с теорией колец: с теорией алгебр Ли; теорией алгебр, близких к свободным. Теорией колец он начал заниматься в Новосибирске в студенческие годы под руководством Л. А. Бокутя и А. И. Ширшова.
В 1970 году студент Г. П. Кукин в одной из своих первых работ доказал, что декартова подалгебра свободного произведения алгебр Ли является свободной алгеброй Ли и конструктивно описал систему её свободных порождающих. В дальнейшем он много занимался исследованием различных вопросов, связанных со структурой алгебр Ли.
В теории свободных алгебр Ли Г. П. Кукину принадлежит такой известный результат: конечно порождённые подалгебры в свободной алгебре Ли над полем образуют подрешётку в решётке всех подалгебр.
Г. П. Кукину принадлежит решение задачи 5.46 из Коуровской тетради. Он доказал, что всякая рекурсивно определённая разрешимая группа вкладывается в группу, конечно определённую в многообразии всех n-ступенно разрешимых групп.
В начале 30-х годов XX века было найдено формальное определение алгоритма, что дало возможность доказывать алгоритмическую неразрешимость математических проблем. В этом направлении Г. П. Кукин получил ряд результатов. Этой теме посвящена обзорная статья Л. А. Бокутя и Г. П. Кукина, опубликованная в 1987 году в сборнике «Итоги науки и техники».
В 1989—1991 гг. в соавторстве с Г. В. Кряжовских доказано, что элементарная (универсальная) теория свободной алгебры над полем разрешима в том и только том случае, если элементарная (соответственно, универсальная) теория основного поля разрешима. В этих же работах получено полное описание свободных операторных подколец свободного операторного кольца, если кольцо операторов — это область главных идеалов.
В 1999 г. в соавторстве с Е. А. Руниной средствами топологической алгебры получено описание идеалов свободного произведения алгебр Ли над полем нулевой характеристики. Это исследование было продолжено в работах с другими учениками.

## Преподавание и популяризация школьной математики
С 1974 года под руководством и с подачи Г. П. Кукина работает так называемая «Четверговая математическая школа» (позже — Профориентационная школа математического факультета ОмГУ) — кружок по математике для школьников города, занятия в котором ведут как преподаватели математического факультета ОмГУ, так и студенты.
В 1978 году Г. П. Кукиным совместно с Г. Ш. Фридманом организована первая в Омске Летняя математическая школа. С тех пор Летние школы в Омске (с обязательными секциями математики) проводятся каждый год, но стали не только математические, а многопредметные. Сейчас проводится более 5 различных Летних школ с обучением математике.
В 1989 году на базе школы № 64 открывается Омская Физико-математическая школа. Г. П. был её организатором, научным руководителем, идейным вдохновителем, до момента смерти читал там лекции по математике, вёл кружки.
С 1992 года в Омске складывается система городских олимпиад по математике. Для 5-7 классов на тот момент существовала только Районная олимпиада по математике. До 2008/2009 учебного года такая олимпиада имела статус городского этапа Всероссийской математической олимпиады, который был утрачен с введением нового положения о Всероссийской олимпиаде школьников. С тех пор проведением олимпиады занимается Институт математики и информационных технологий (ранее — математический факультет) Омского университета. С 2004 года олимпиада носит имя профессора Г. П. Кукина.
В 1978—1999 гг проводилась командная олимпиада школ города по математике.
В 1993 году организовал новый кружок по математике с уклоном в олимпиадную математику — Воскресную математическую школу. Ученики Воскресной школы позже неоднократно становились участниками, призёрами и победителями заключительного этапа Всероссийской математической олимпиады.
С 1991 года преподаватели ОмГУ Г. П. Кукин и В. Н. Сергеев помогают организовывать Летнюю математическую школу в Тобольске. Г. П. Кукин многие годы сотрудничал с Тобольским педагогическим институтом и вёл кружок по олимпиадной математике в школе № 10 г. Тобольска, в тот период из этого кружка вышло несколько призёров заключительного этапа Всероссийской математической олимпиады.

## Труды
- Bokut' L. A., Kukin G. P. Algorithmic and Combinatorial Algebra. Dordrecht, Boston, London: Kluwer Academic Publishers, 1994. — 384 p. — ISBN 9401048843.
- Екимова М. А., Кукин Г. П. Задачи на разрезание. — М.: МЦНМО, 2002. — 120 с. — Серия: «Секреты преподавания математики». — ISBN 5-94057-051-8.
  - … издание 8-е, стереотипное. — М.: МЦНМО, 2019. — 120 с. ISNB 978-5-4439-2989-7[21]